# بنجامين فرانكلين كيث
بنجامين فرانكلين كيث (بالإنجليزية: Benjamin Franklin Keith)‏ هو منتج أمريكي، ولد في 26 يناير 1846 في هيلسبورو في الولايات المتحدة، وتوفي في 26 مارس 1914 في The Breakers (hotel) ‏ في الولايات المتحدة.

## وصلات خارجية
- بنجامين فرانكلين كيث على موقع IMDb (الإنجليزية)
- بنجامين فرانكلين كيث على موقع الموسوعة البريطانية (الإنجليزية)